# 埃吉斯托·潘多尔菲尼
埃吉斯托·潘多尔菲尼（義大利語：Egisto Pandolfini，1926年2月19日—2019年1月29日），意大利男子足球运动员。他曾代表意大利参加1950年和1954年国际足联世界杯。他也曾参加1948年和1952年夏季奥林匹克运动会。